# هوغو فان دن بيرغ
هوغو فان دن بيرغ (بالهولندية: Hugo van den Berg) مواليد 23 مايو 1990 في هولندا، هو متسابق دراجات نارية هولندي. نافس في سباقات بطولة العالم لفئة 125 سي سي.

## النتائج

### حسب الموسم
| الموسم | الفئة     | الدراجة | السباق | الفوز | المنصة | الإنطلاق | أسرع لفة | النقاط | الترتيب |
| ------ | --------- | ------- | ------ | ----- | ------ | -------- | -------- | ------ | ------- |
| 2005   | 125 سي سي | أبريليا | 3      | 0     | 0      | 0        | 0        | 0      | ن.غ.م   |
| 2006   | 125 سي سي | أبريليا | 6      | 0     | 0      | 0        | 0        | 0      | ن.غ.م   |
| 2007   | 125 سي سي | أبريليا | 12     | 0     | 0      | 0        | 0        | 0      | ن.غ.م   |
| 2008   | 125 سي سي | أبريليا | 17     | 0     | 0      | 0        | 0        | 1      | 35      |
| إجمالي |           |         | 38     | 0     | 0      | 0        | 0        | 1      |         |

### السباقات حسب السنة
| السنة | الفئة     | الدراجة | 1          | 2            | 3             | 4        | 5          | 6           | 7           | 8           | 9          | 10           | 11      | 12            | 13         | 14           | 15            | 16           | 17          | مركز  | النقاط |
| ----- | --------- | ------- | ---------- | ------------ | ------------- | -------- | ---------- | ----------- | ----------- | ----------- | ---------- | ------------ | ------- | ------------- | ---------- | ------------ | ------------- | ------------ | ----------- | ----- | ------ |
| 2005  | 125 سي سي | أبريليا | إسبانيا    | البرتغال     | الصين         | فرنسا    | إيطاليا    | كتالونيا 29 | هولندا 31   | بريطانيا    | ألمانيا 25 | تشيك         | اليابان | ماليزيا       | قطر        | أستراليا     | تركيا         | بلنسية       |             | ن.غ.م | 0      |
| 2006  | 125 سي سي | أبريليا | إسبانيا 27 | قطر          | تركيا         | الصين    | فرنسا 26   | إيطاليا     | كتالونيا 28 | هولندا ل.ين | بريطانيا   | ألمانيا      | تشيك 24 | ماليزيا       | أستراليا   | اليابان      | البرتغال      | بلنسية ل.ين  |             | ن.غ.م | 0      |
| 2007  | 125 سي سي | أبريليا | قطر 24     | إسبانيا 20   | تركيا 26      | الصين 25 | فرنسا 24   | إيطاليا 23  | كتالونيا 25 | بريطانيا 26 | هولندا 21  | ألمانيا 25   | تشيك 27 | سان مارينو 31 | البرتغال   | اليابان      | أستراليا      | ماليزيا      | بلنسية      | ن.غ.م | 0      |
| 2008  | 125 سي سي | أبريليا | قطر ل.ين   | إسبانيا ل.ين | البرتغال ل.ين | الصين 19 | فرنسا ل.ين | إيطاليا 29  | كتالونيا 21 | بريطانيا 25 | هولندا 15  | ألمانيا ل.ين | تشيك 25 | سان مارينو 24 | إنديانا 21 | اليابان ل.ين | أستراليا ل.ين | ماليزيا ل.ين | بلنسية ل.ين | 35    | 1      |

## روابط خارجية
- هوغو فان دن بيرغ على موقع MotoGP.com (الإنجليزية)
- هوغو فان دن بيرغ على موقع WorldSBK.com (الإنجليزية)